# Renato de Fusco
Renato de Fusco (Nápoles, 14 de julio de 1929; Nápoles, 30 de marzo de 2024) fue un historiador italiano de la arquitectura y el diseño, próximo a la corriente semiótica.

## Biografía
Renato de Fusco fue catedrático de historia de la arquitectura en la Universidad de Nápoles y un reconocido historiador y ensayista de arquitectura y diseño.

## Obra
- Renato de Fusco (1994). Historia de la arquitectura contemporánea. Celeste Ediciones. ISBN 978-84-87553-18-9.
- — (2005). Historia del diseño. Santa & Cole. ISBN 978-84-934626-2-8.
- — (1974). Historial y estructura. Alberto Corazón. ISBN 978-84-7053-108-8.
- — (2008). El placer del arte: comprender la pintura, la escultura, la arquitectura y el diseño. Ed. Gustavo Gili. ISBN 978-84-252-2218-4.
- — (1999). El quatrocento en Italia. Ediciones Istmo. ISBN 978-84-7090-365-6.
- — (1974). La reducción cultural. Alberto Corazón. ISBN 978-84-7053-103-3.